# 阿迪力·吾休尔
阿迪力·吾休尔（维吾尔语：ئادىل ھوشۇر，拉丁维文：Adil Hoshur，1971年7月1日—），或译阿迪力·吾守尔，男，新疆英吉沙人，新疆达瓦孜的第六代传人，1997年至2003年期间，他五次打破高空行走纪录，成功跨越长达1399.6米的钢丝，创造了“无保险高空走钢丝世界最长”的上海大世界基尼斯中国之最。曾任第九屆、十屆、十一届、十二届全国人大代表。

## 生平
1997年7月4日，未戴保险绳，用13分48秒徒步走完600米跨越长江三峡高空钢绳，打破大世界基尼斯中国之最。
2000年10月6日，未戴保险绳，跨越架设在芙蓉峰和祝融峰之间长1399.6米的钢丝，创造“无保险高空走钢丝世界最长”大世界基尼斯中国之最。
2002年4月16日至5月11日，在北京平谷县金海湖创下“高空生存25天”的纪录。
2009年7月5日，在最高海拔1670米的高空长达1600米的钢丝上（直线距离1530米），与弟子沙塔尔·吾吉阿不都拉相向走钢丝，在钢丝中间汇合并交叉换位，完成“念慈菴阿迪力喀纳斯走钢丝”活动。
2013年8月10日，阿迪力成功从广州塔横跨珠江江面到达海心沙LED风帆顶端，完成506米高空跨越。

## 荣誉
2005年獲選為中國十大傑出青年。